# Агия Анастасия (дем Полигирос)
Агия Анастасия (на гръцки: Αγία Αναστασία) е селище в Егейска Македония, Гърция, част от дем Полигирос в административна област Централна Македония. Агия Анастасия е разположено в центъра на Халкидическия полуостров, на главния път Солун - Галатища, на разклонението за манастира „Света Анастасия Узорешителница“. Има 101 жители според преброяването от 2001 година.